# NN-108A
La carretera NN-108A es una vía colectora primaria en el departamento de Chontales. Conecta la comunidad de El Plan con Las Mercedes, como ramal de la NN-108 y cumple una función de acceso rural para varias comarcas del municipio.

## Trazado y cruces
| km  | Localidad / Punto | Departamento | Conexión / Ruta |
| --- | ----------------- | ------------ | --------------- |
| 0,0 | Comarca El Plan   | Chontales    | NN 108          |
| 7,5 | Las Mercedes      | Chontales    | Camino local    |

## Coordenadas
Uno de los tramos de la NN-108A puede ser encontrado en las coordenadas: 12°08′56″N 84°47′42″O / 12.1490, -84.7950